# گورستان ب خیرالدین
گورستان ب خیرالدین مربوط به هزاره اول قبل از میلاد است و در شهرستان ورزقان، بخش مرکزی، دهستان ازو مدل جنوبی، ۱۲۰۰ متری شمال شرقی روستای خیرالدین واقع شده و این اثر در تاریخ ۱۲ شهریور ۱۳۸۶ با شمارهٔ ثبت ۱۹۳۳۶ به‌عنوان یکی از آثار ملی ایران به ثبت رسیده است.